# 우석대학교 대학본부
우석대학교 대학본부(又石大學校 大學本部, Woosuk University Headquarters Building)는 대한민국 전북특별자치도 완주군의 마천루이다. 지상 23층 규모의 건물이며, 대한민국의 대학본부 건물로써는 최고층에 해당된다. 우석대학교 대학본부 조직뿐만 아니라 중앙도서관도 입주해 있다.

## 같이 보기
- 우석대학교